# Frode Kvam
Frode Kvam (Trondheim, 28 luglio 1952) è un ex arbitro di calcio ed ex calciatore norvegese, di ruolo portiere.

## Carriera

### Giocatore

#### Club
Kvam giocò con la maglia del Rosenborg, prima di passare allo Strindheim. Tornò in seguito al Rosenborg, per cui debuttò nella 1. divisjon in data 19 agosto 1979: fu titolare nella sconfitta per 2-1 in casa del Bryne. Nel 1980 tornò allo Strindheim, prima di accordarsi con il Nardo.

### Dopo il ritiro
Dopo essersi ritirato dall'attività agonistica, diventò un arbitro di calcio e diresse 123 incontri nella massima divisione norvegese.